# Terminal (electrónica)

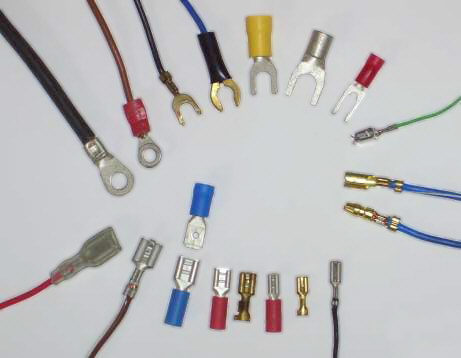
Varios terminales eléctricos

Un terminal es el extremo de un conductor preparado para facilitar su conexión con un aparato. Es un tipo de conexión eléctrica sin soldadura.
Un terminal o borne es el punto en que un conductor de un componente eléctrico, dispositivo o red llega a su fin y proporciona un punto de conexión de circuitos externos. El terminal puede ser simplemente el final de un cable o puede estar equipado con un conector o tornillo. En teoría de circuitos, terminal significa punto donde teóricamente se pueden hacer conexiones a una red. No se refiere necesariamente a ningún objeto físico real.
La conexión puede ser temporal, como para equipos portátiles, puede exigir una herramienta para montaje y desmontaje, o puede ser una unión permanente entre dos cables o dos aparatos.

## Algunos tipos de terminales
- clips
- empalmes
- hembras de alambre
- puntas de prueba
- terminales de anillo
- terminales de tornillo
- terminales de conexión y desconexión rápida
- terminal de bayoneta